# 熊谷バイパス
熊谷バイパス（くまがやバイパス）は、埼玉県鴻巣市から埼玉県熊谷市までの約18 kmの区間を結ぶ、国道17号のバイパスである。

## 概要
- 起点：埼玉県鴻巣市箕田
- 終点：埼玉県熊谷市久保島
- 全長：18,090 m
- 道路幅員
  - 箕田交差点 - 玉井IC：50.0 m
  - 玉井IC - 久保島交差点：26.5 m

箕田交差点 - 玉井IC（本線部）
- 規格：第3種第1級
- 設計速度：80 km/h
- 車線：4車線

箕田交差点 - 玉井IC（側道部）
- 規格：第3種第2級
- 設計速度：60 km/h
- 車線：4車線（熊谷市上之地区付近のみ6車線）

玉井IC - 久保島交差点
- 規格：第4種第1級
- 設計速度：60 km/h
- 車線：4車線

## 歴史
- 1966年度（昭和41年度）：事業化[1]。
- 1967年度（昭和44年度）：用地着手[2]。
- 1972年（昭和47年）4月11日：国道140号妻沼バイパス - 現道（終点）間暫定2車線で開通[1][2]。
- 1972年（昭和47年）4月25日：都市計画決定[1]。
- 1973年（昭和48年）5月1日：埼玉県道66号行田東松山線 - 埼玉県道341号太田熊谷線間下り側道部暫定2車線で開通[2]。
- 1974年（昭和49年）5月20日：埼玉県道341号太田熊谷線 - 国道140号妻沼バイパス間下り側道部暫定2車線で開通[2]。
- 1982年（昭和57年）4月8日：現道（起点） - 埼玉県道66号行田東松山線下り側道部暫定2車線で開通し、熊谷バイパスが全線開通[2]。
- 1988年（昭和63年）3月5日：埼玉県道66号行田東松山線 - 深谷バイパス（玉井IC）間側道部4車線化開通[2]。
- 1990年（平成2年）2月21日 : 深谷バイパスの起点 - 埼玉県道359号葛和田新堀線間が開通し、熊谷バイパスと接続[3]。
- 1994年（平成6年）3月23日：側道部箕田交差点 - 下忍地内間の4車線化により、箕田交差点 - 玉井ICの4車線化完了[1]。
- 2001年度（平成12年度）：柿沼肥塚立体着手[1]。
- 2004年（平成16年）2月29日：柿沼肥塚立体開通[1]。
- 2019年（令和元年）8月29日：側道部上之地区付加車線設置、6車線化

## 路線状況
熊谷バイパスは、深谷バイパスとの分岐点である玉井インターチェンジを境として、大きく2区間に分けることができる。

### 箕田 - 玉井IC
現道と交わる箕田交差点を境にして、国道17号上尾道路へ直結し、途中新大宮バイパスへと変わり、現道に接続せずに東京都まで直接乗り入れる計画であるが、上尾道路は桶川北本ICから箕田までの間が未開通である。
箕田交差点から玉井ICまでの区間は片側2車線化が完了しているものの、幅員が50 mとなっており、上下線の間の中央部に大きな道路用地（中央分離帯）が用意されている。この部分を通る道路が本来の本線（4車線、地域高規格道路 熊谷渋川連絡道路）で、これは新大宮バイパスと上尾道路の自動車専用道路本線（地域高規格道路 新大宮上尾道路）と接続される計画である。すなわち、この区間における2024年現在併用中の道路は、正式には側道に相当する。
なお、以前の暫定4車線から暫定2車線へ合流するための旧連絡路や、一時的に工事で使用した迂回線などの跡地が、本線用地内に放置されている。
都市計画決定からすでに約45年以上経過しており、沿道の自治体3市で本線事業化早期実現の要望を行っているが、本線の着工は未だ白紙状態である。

#### 本線用地を活用した渋滞・安全対策
本線事業化の見通しは立っていないものの、管轄である国土交通省関東地方整備局大宮国道事務所では本線用地を活用し、以下の暫定的な渋滞・安全対策を実施している。
- 右折レーンの独立化

一部交差点を除き右折専用レーンが独立している。交差点の手前で右折レーンが分岐し、本線用地を斜めに横断し、反対車線に隣接して交差点に至る。「青信号」の点灯が無く、直進・左折方面と右折方面は、構造上の問題などから分岐していない交差点を含め矢印式信号機に従って進行する右折分離信号となっている。
以前は行田市内と見通しの悪い立体交差の下道のみ右折分離信号を導入していたが、2024年現在は事故防止の観点から独立右折専用レーンの設置とともに箕田 - 玉井IC間に広まった。
独立右折専用レーンの構造の詳細については、当記事の最初2つの写真や地図・航空写真を参照のこと。
- 柿沼肥塚立体[4]

熊谷バイパスは、熊谷市街を通過する国道17号の渋滞緩和を図る為に開通したが、開通後は埼玉県道83号熊谷館林線と交わる肥塚交差点、埼玉県道341号太田熊谷線と交わる柿沼交差点が渋滞していた。
その対策として、本線用地上に2004年2月29日に両交差点を立体交差化して結んだ陸橋が完成、各地点の渋滞がほぼ解消した。この陸橋は、本線用地をフル活用した4車線で、都市高速道路並の防音壁も設けられており、本線開通後の熊谷バイパスの風景を垣間見ることができる。
正式に側道となった柿沼肥塚立体の下道は、ほぼ片道2車線が維持されているが、立体との分岐・合流部および下り線肥塚交差点の手前は1車線に削減されている。
- 上之地区の付加車線[5]

熊谷市上之地区を中心とした上之（南）交差点手前 - 上川上交差点までの約2 kmは、信号と信号との間隔が狭く、更に上り線では上川上交差点手前での柿沼肥塚立体側道から合流する車両も多く、速度低下による渋滞や追突事故の発生が課題となっていた。
そのため同区間において、本線用地を活用して上下線それぞれの内側に付加車線各1車線を整備し、同区間を6車線化する計画が立てられた。2017年12月21日に着工、ラグビーワールドカップ2019開催を見据えて事業を推進、関連試合約1週間前の2019年8月29日午前11時より開放された。
設置後は、当該区間における信号待ち渋滞が解消し、2019年9月6日に開催されたラグビーワールドカップの日本代表壮行試合で当該区間を通過したシャトルバスの安定輸送に寄与した。

#### 沿道状況
鴻巣市街地を抜けた箕田で現道から分かれた熊谷バイパスは、下り線側に埼玉県央広域消防本部・上り線側に本線用地と、その先に隣接する工業団地やスーパービバホーム鴻巣店を見ながら上下線が左右に分離し、本線用地を挟み込む。この付近には田園地帯が広がっている。
鴻巣市道の「フラワー通り」と交差すると、すぐに元荒川を渡って行田市に入る。行田みなみ産業団地が左右に広がり、その直後に上越新幹線の高架をくぐる。その先は再び田園地帯が広がる。
武蔵水路と埼玉県道306号上中森鴻巣線を高架で越える。上中森鴻巣線とは連絡線を介した立体交差になっているが、連絡線には武蔵水路の橋梁は設置されておらず、上中森鴻巣線と熊谷方面間のみの行き来できるハーフインターチェンジの構造をしている。
行田市街地の南側をかすめて進んだ熊谷バイパスは、カインズモール行田を右手に見ると住宅地を通過し、再び高架となりつつ上下線が集約し、埼玉県道128号熊谷羽生線別線（旧国道125号）と秩父鉄道秩父本線を越える。秩父本線が近接しているため特殊な構造になってはいるが、熊谷羽生線別線とは各方面フルアクセスが可能な持田インターチェンジとなっている。
持田インターチェンジを過ぎるとそのまま高架（盛土）区間が続き、忍川を渡り、その先は田園地帯となる。その風景の中には、赤城山（群馬県）を背景として熊谷スポーツ文化公園のラグビー場のメインスタンド、陸上競技場の照明塔やくまがやドームの白く丸い屋根が特徴的に目立っている。盛土の傾斜を下りつつ上下線が再び分離し、平坦になると熊谷市に入る。上下共に内側には付加車線が付き、片側3車線となる。国道125号行田バイパス（現道）と埼玉県道128号熊谷羽生線（本線新道）が交差する上之（南）交差点を境に、再び住宅地に入る。特に、下り線側の熊谷市街地側に住宅が密集している。
住宅地沿いにしばらく進むと付加車線が終了・合流、そのすぐ先では左側で側道が分岐し、柿沼肥塚立体となる。ここからは玉井インターチェンジを過ぎるまで上下線が集約したまま4km超に渡り、高架または盛土で埼玉県道83号熊谷館林線および埼玉県道341号太田熊谷線（柿沼肥塚立体）、東武熊谷線跡地（側道無く陸橋で越えるのみ）、国道407号（代交差点）、そしてその間の熊谷市道数本を一気にオーバーパスする。
国道407号を越えた後、下り線は立体交差からの側道が合流し一時的に3車線となる。側道だった車線が玉井インターチェンジの久保島方面へ分岐し、元の2車線は直接深谷バイパスへと乗り入れる（起点）。一方、上り線の久保島方面からは立体交差の側道へ強制的に合流となり、国道407号との平面交差が必須の構造となっている（深谷バイパスからはいずれにも行ける）。

### 玉井IC - 久保島
玉井ICから終点までは自動車専用道路の計画は無く、開通済の一般道路が本線である。こちらも本来は4車線の計画で用地も確保されているが、玉井ICから分岐する深谷バイパスおよびその先の上武道路の開通に伴い、そちらが主流のルートとなっていることから、この区間は交通量も少ない。熊谷バイパスの中で最初に開通した区間ながら、用地中央を使用した暫定2車線のままとされており、外側の4車線化用地には側道あるいは自転車歩行者道が整備されている。
ほとんど店舗や住宅も立地していない田園地帯を抜け、その間都市計画道路別府中央通り / 玉井東通線および埼玉県道264号原郷熊谷線（旧中山道）とそれぞれ交差すると、久保島の終点で現道と合流する。
この久保島交差点は、熊谷バイパス→現道下りへの合流（および現道本線）が信号制御、熊谷バイパス→現道上りおよび現道上り→熊谷バイパスは信号無し、現道下り→熊谷バイパスのみアクセス不能という特殊構造となっている。
なお、この久保島付近から現道の下り方面は、籠原地区から深谷市へと一体化した市街地・住宅地になっている。

### その他
当バイパスが開通したものの、国道17号現道のうち、熊谷警察署前交差点で国道140号・国道407号妻沼バイパスと交差しており、交通量が多く、熊谷警察署交差点の前後1 - 2 km程度は渋滞していることが多いようで、熊谷市が主導で現道の渋滞対策を行っている（「妻沼バイパス#妻沼バイパスと東松山・入間方面の接続について」を参照）。
都市計画道路としての熊谷バイパスは、実際の道路名称指定とは異なっている。2つに分けて指定されており、鴻巣市箕田の起点から玉井ICを経由して深谷バイパスの上武IC間を一体化し、熊谷渋川連絡道路本線も込みで熊谷バイパスとしており、玉井ICからの終端区間を別番号の熊谷バイパスとしている。

### 交通量
平日24時間交通量（平成27年度道路交通センサス）
- 熊谷市上之3725：32,205
- 熊谷市上川上515-1：53,322
- 熊谷市玉井1154：12,647

## 地理

### 通過する自治体
- 埼玉県
  - 鴻巣市[8] - 行田市 - 熊谷市

### 交差する道路
- 上側が起点側、下側が終点側。左側が上り側、右側が下り側。

| 交差する道路                                         | 交差する道路                                         | 交差する場所 | 交差する場所     | 最高速度 (km/h) | 車線数 （供用/計画） | 備考                                |
| ---------------------------------------------------- | ---------------------------------------------------- | ------------ | ---------------- | --------------- | -------------------- | ----------------------------------- |
| 国道17号（上尾道路）（事業中）                       |                                                      |              |                  |                 |                      |                                     |
| 国道17号                                             | 国道17号                                             | 鴻巣市       | 箕田             | 60              | 4/4                  |                                     |
| 埼玉県道148号騎西鴻巣線                              | 埼玉県道148号騎西鴻巣線                              | 行田市       | 渡柳             | 60              | 4/4                  |                                     |
| 埼玉県道306号上中森鴻巣線                            | 埼玉県道306号上中森鴻巣線                            | 行田市       | 堤根             | 60              | 4/4                  | 立体交差 / 熊谷方面のみ のハーフ    |
| 埼玉県道66号行田東松山線                             | 埼玉県道66号行田東松山線                             | 行田市       | 下忍             | 60              | 4/4                  |                                     |
| 埼玉県道128号熊谷羽生線（別線）                      | 埼玉県道128号熊谷羽生線（別線）                      | 行田市       | 持田IC           | 60              | 4/4                  |                                     |
| 国道125号（行田バイパス）                            | 埼玉県道128号熊谷羽生線                              | 熊谷市       | 上之（南）       | 60              | 6/6                  | 上之地区 付加車線                   |
|                                                      | 埼玉県道128号熊谷羽生線（旧道）                      | 熊谷市       | 上之（雷電神社） | 60              | 6/6                  | 上之地区 付加車線                   |
| 埼玉県道83号熊谷館林線                               | （ラグビーロード）                                   | 熊谷市       | 肥塚             | 60              | 4/4                  | 柿沼肥塚立体                        |
| 埼玉県道341号太田熊谷線                              | 埼玉県道341号太田熊谷線                              | 熊谷市       | 柿沼             | 60              | 4/4                  | 柿沼肥塚立体                        |
| 国道407号（妻沼バイパス） （埼玉県道83号熊谷館林線） | 国道407号（妻沼バイパス） （埼玉県道83号熊谷館林線） | 熊谷市       | 代               | 60              | 4/4                  | 立体交差・ 玉井IC直結               |
| 国道17号（深谷バイパス） 高崎・本庄方面              | -                                                    | 熊谷市       | 玉井IC           | 50              | 2/4                  | ハーフIC / 深谷BP - 久保島 方面不可 |
| 埼玉県道264号原郷熊谷線                              | 埼玉県道264号原郷熊谷線                              | 熊谷市       | 玉井（南）       | 50              | 2/4                  |                                     |
| 国道17号                                             | 国道17号                                             | 熊谷市       | 久保島           | 50              | 2/4                  |                                     |

物理的には、玉井ICにおいて鴻巣市箕田方面と深谷バイパスが直結しており、熊谷市久保島方面が分岐・合流する構造になっているが、ここでは熊谷バイパスとして一体化して表記している。

#### 重複区間
- 熊谷市上之（南）交差点 - 上之（雷電神社）交差点：埼玉県道128号熊谷羽生線
- 熊谷市肥塚交差点 - 代交差点：埼玉県道83号熊谷館林線

### バイパスの位置関係
（東京方面） 上尾道路（事業中） / 大宮バイパス -  熊谷バイパス - 深谷バイパス （本庄・高崎・前橋方面）

### 沿道の主要施設
- 埼玉県央広域消防本部 / 鴻巣消防署
- 道の駅こうのす（事業中）[9]
- 上越新幹線高架橋
- 行田みなみ産業団地
- 武蔵水路
- さきたま古墳公園
  - 埼玉県立さきたま史跡の博物館
- 行田総合病院
- 水城公園
- カインズモール行田
- 行田市消防署西分署
- 行田自動車教習所
- 熊谷流通センター
- 熊谷青果市場
- 秩父鉄道秩父本線
  - 持田駅
  - ソシオ流通センター駅
- 道の駅くまがや（仮称・事業中）[10]
- 熊谷生協病院
- 上之村神社（雷電神社）
- 熊谷スポーツ文化公園
- 熊谷天然温泉花湯スパリゾート
- 熊谷市環境美化センター
- 熊谷市スポーツ文化村くまぴあ
- ショッピングセンタービックベア
- 関東脳神経外科病院
- おふろcafé ハレニワの湯

## ギャラリー

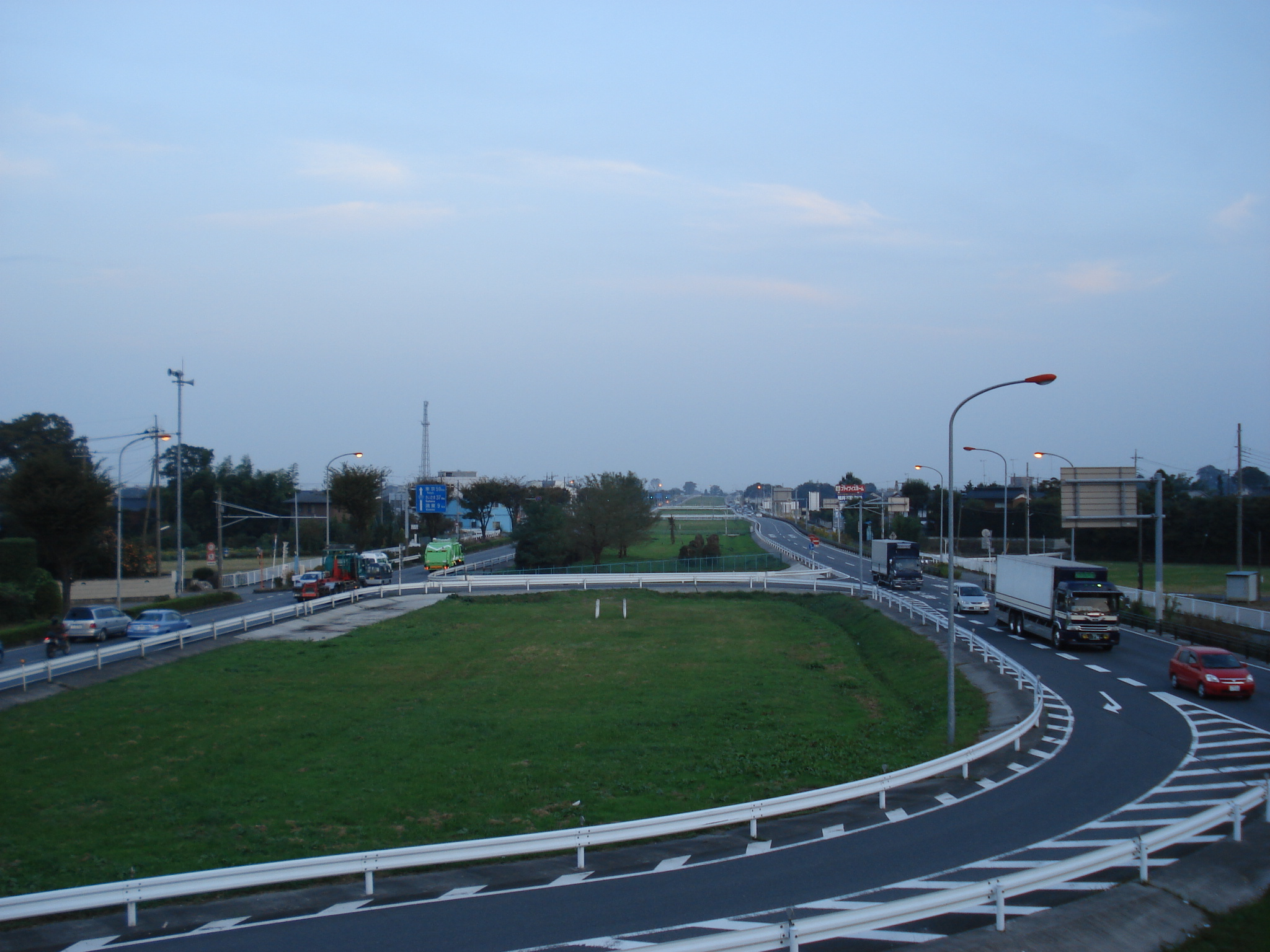
行田市下忍、鴻巣方面
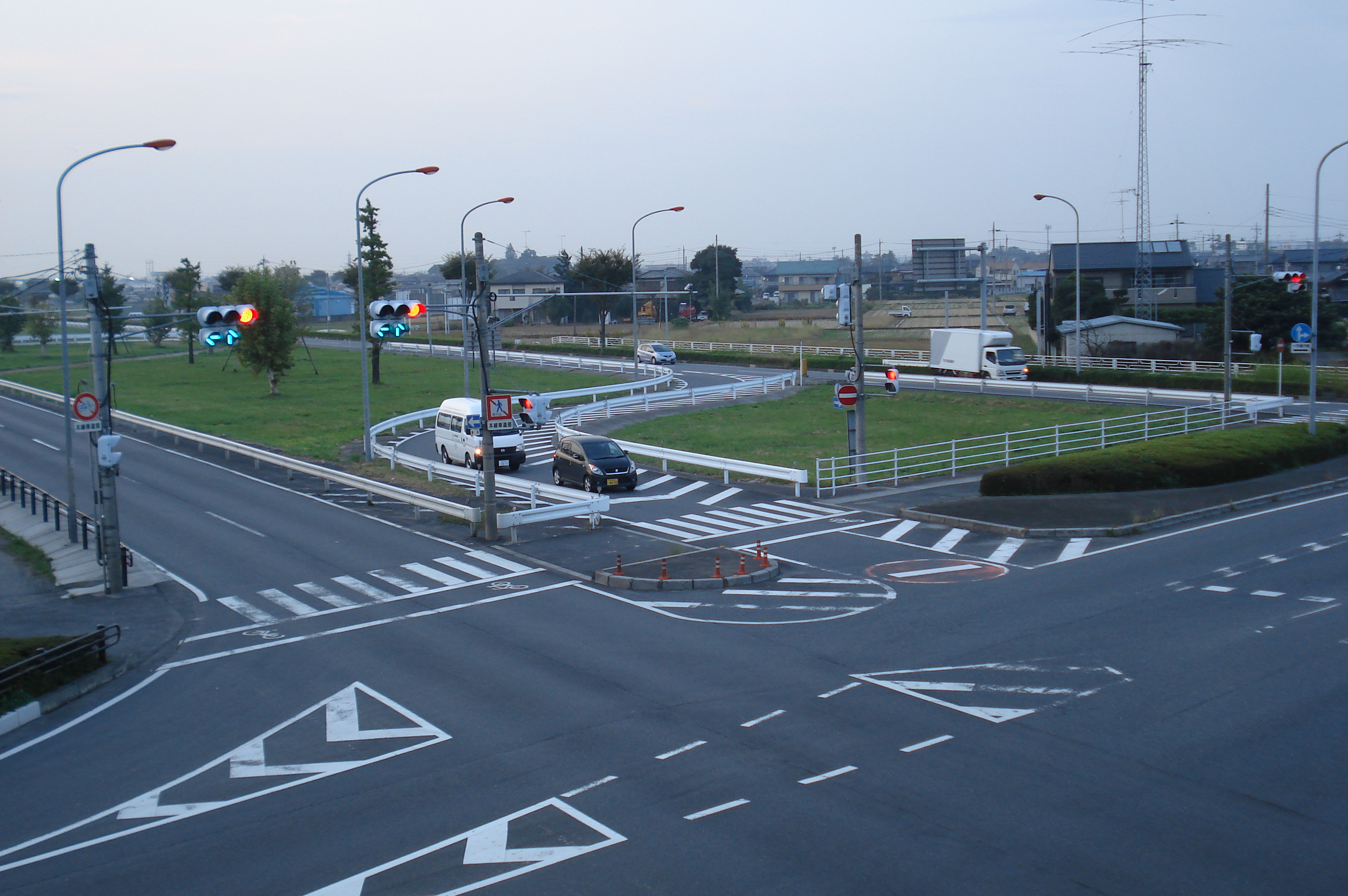
行田市下忍、熊谷方面
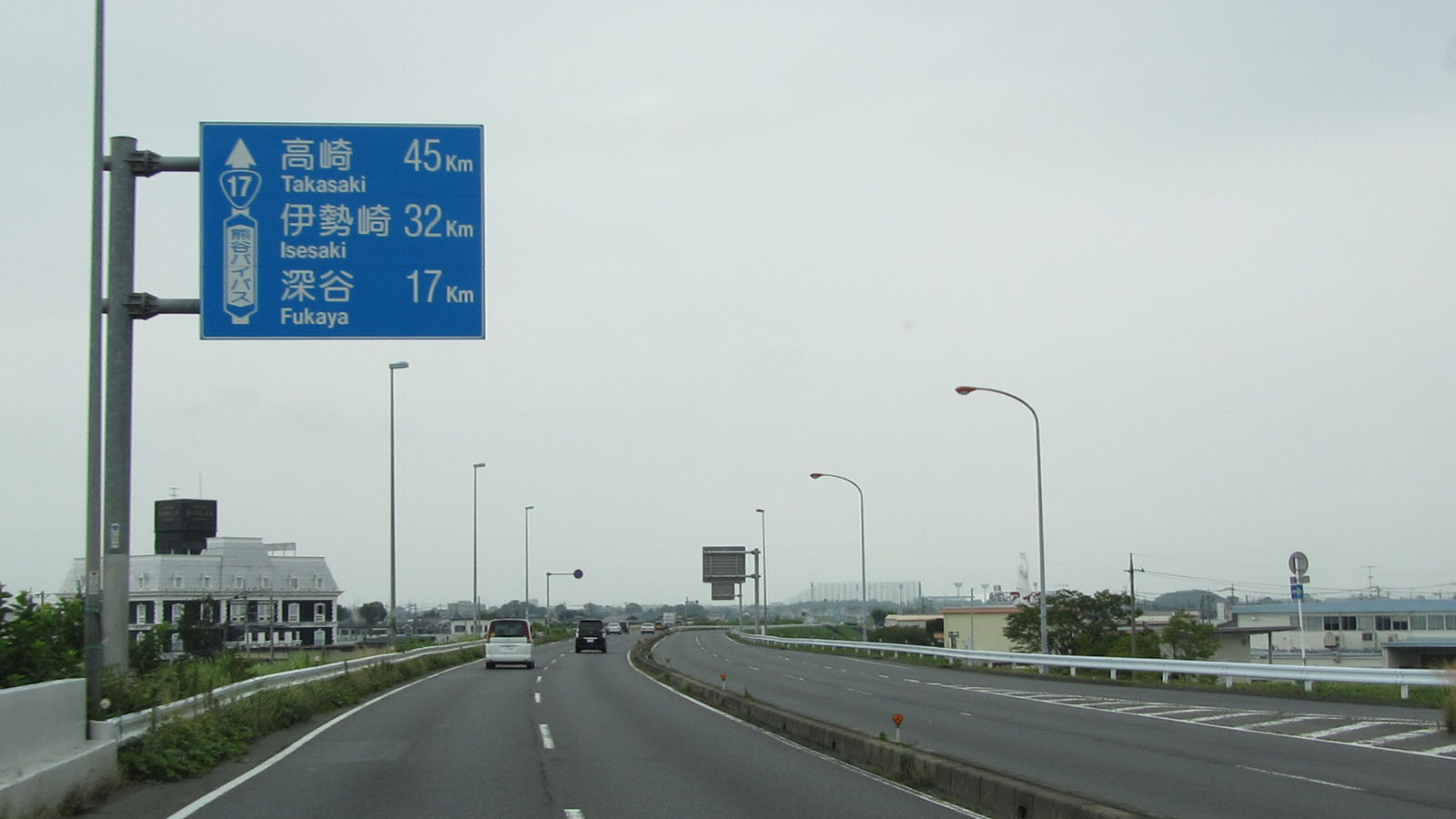
行田市持田付近
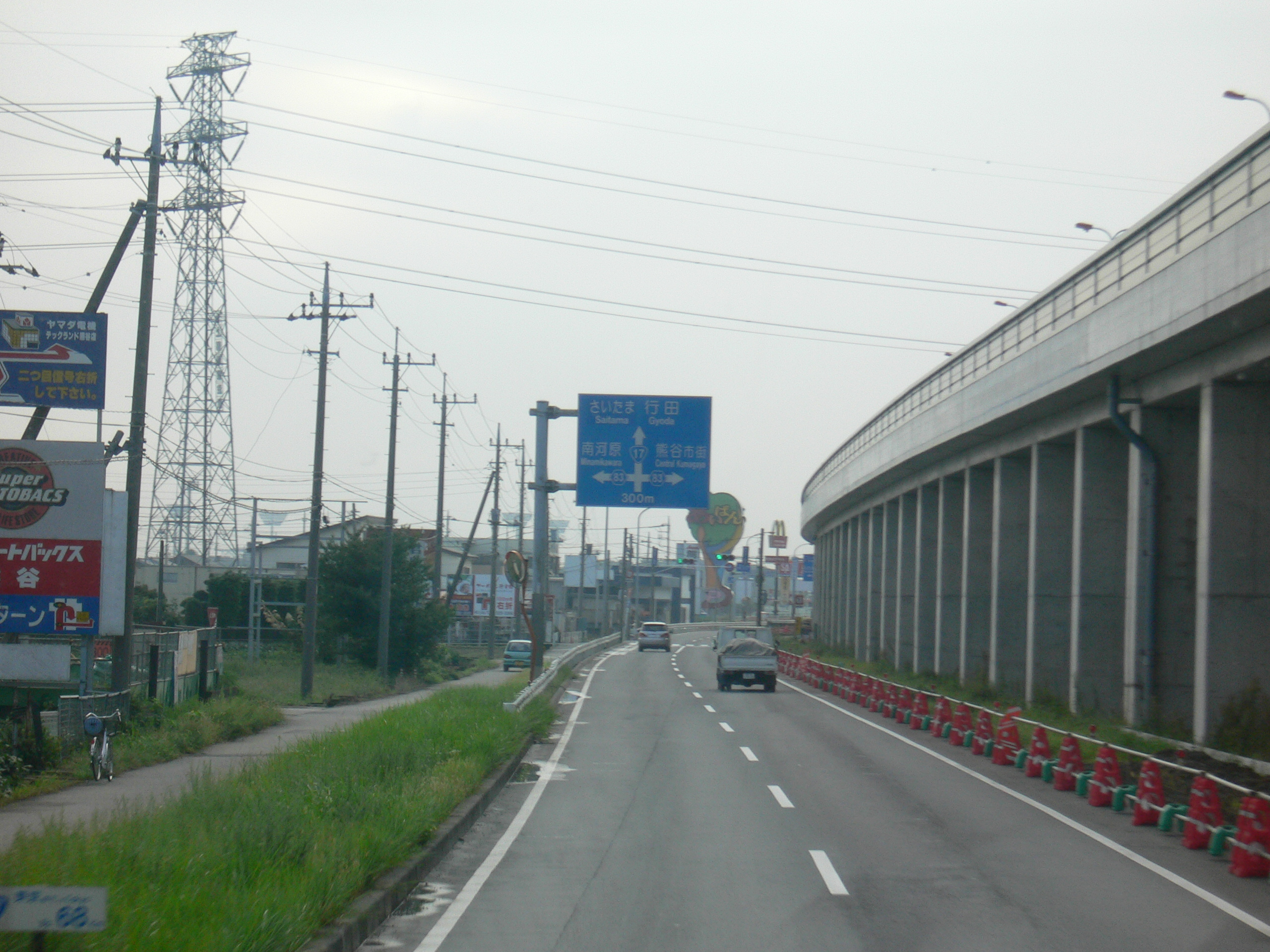
柿沼肥塚立体の側道上り（熊谷市肥塚）
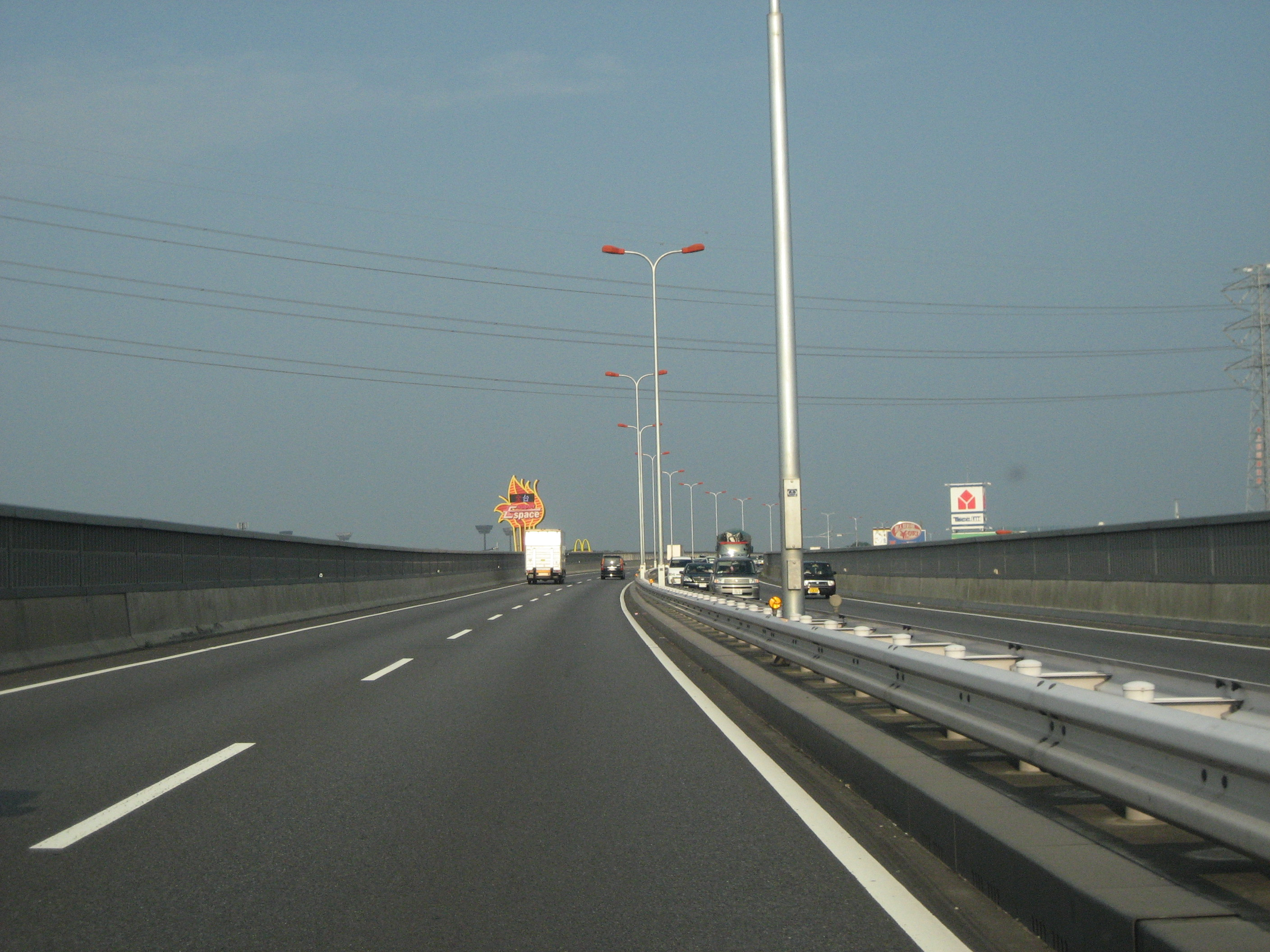
柿沼肥塚立体の本線上り（熊谷市肥塚）
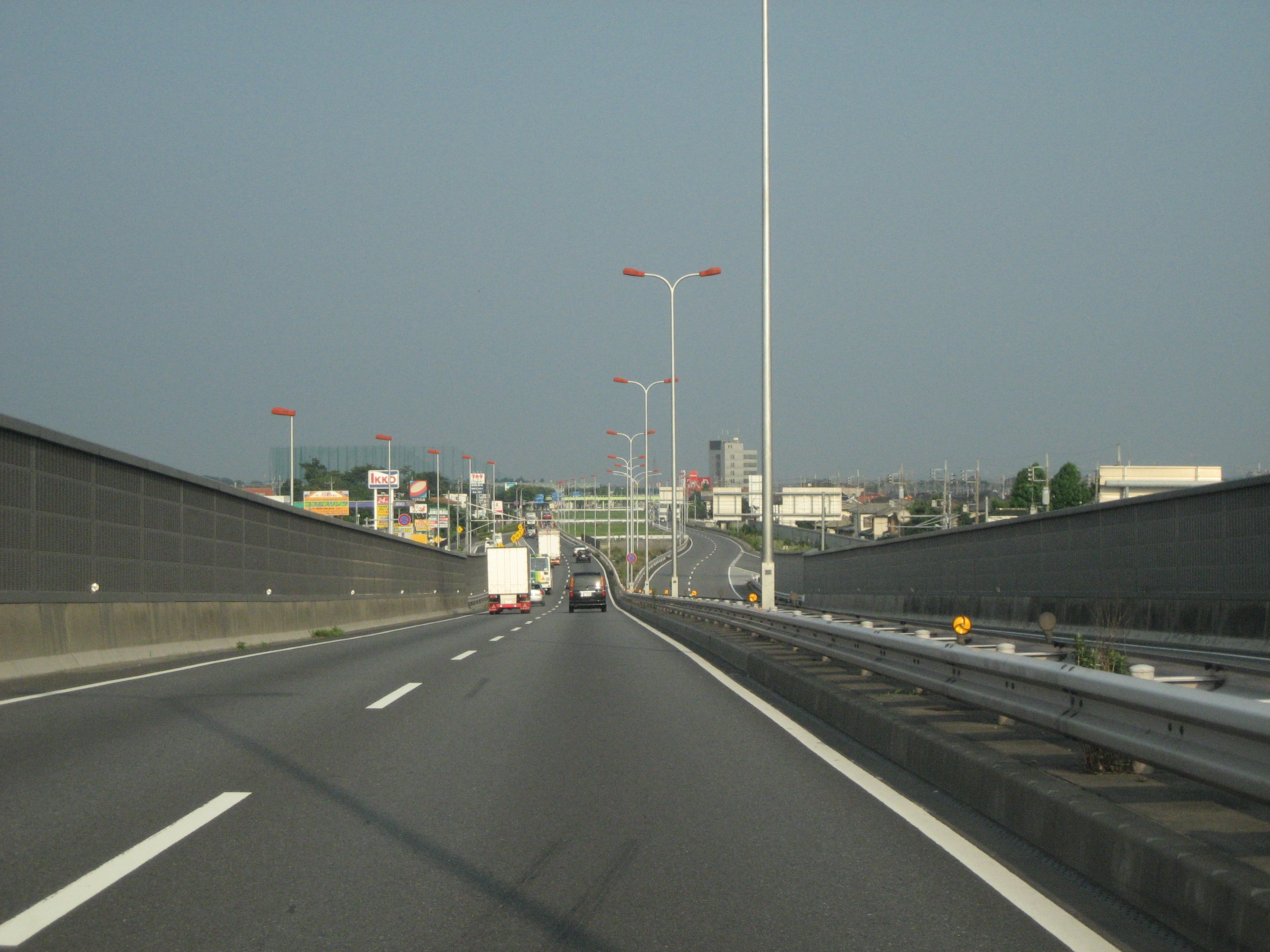
柿沼肥塚立体の本線上り（熊谷市上之）
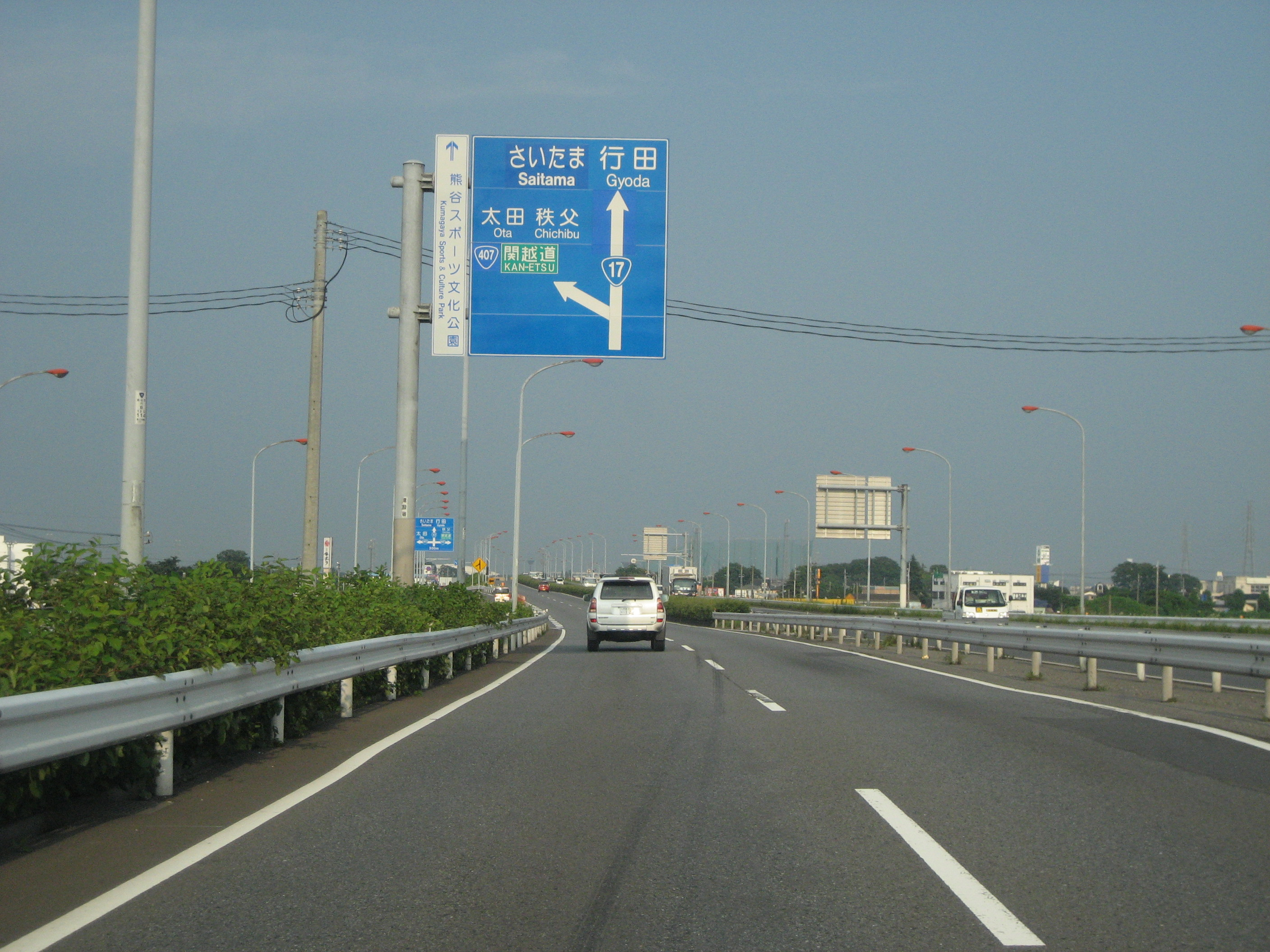
上り（熊谷市代）玉井IC上から代立体交差分岐方面
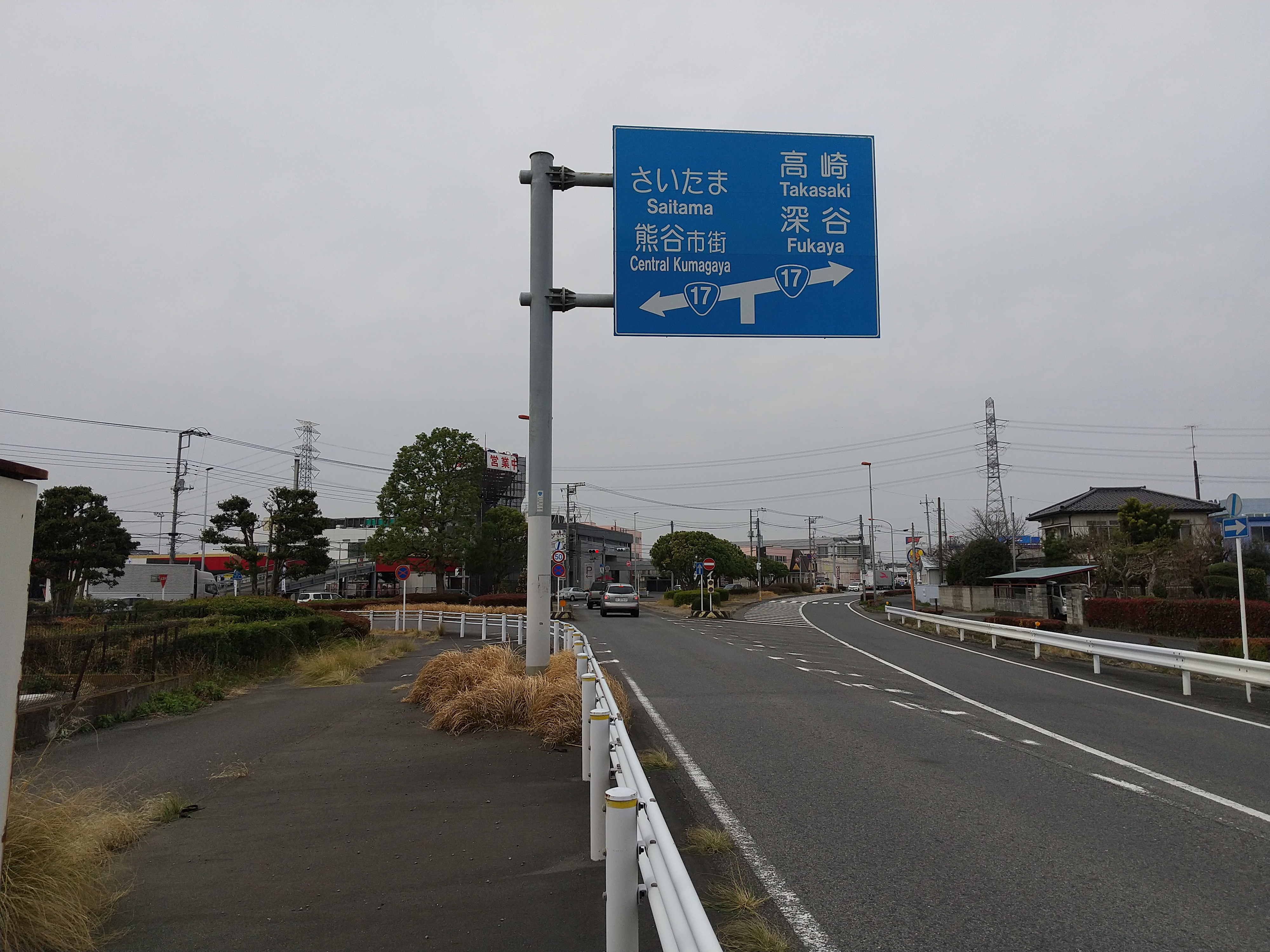
熊谷市久保島付近（終点）